# 드리스 판 아흐트
안드레아스 안토니위스 마리아 (드리스) 판 아흐트(네덜란드어: Andreas Antonius Maria (Dries) van Agt, 1931년 2월 2일~2024년 2월 5일)는 네덜란드의 정치인이다. 소속 정당은 기독교민주당 아펠이다.

## 생애
노르트브라반트주 헬드롭 출신으로 4차례(1973년 1월 23일~1973년 4월 22일, 1977년 6월 8일~1977년 12월 19일, 1981년 6월 10일~1981년 9월 9일, 1982년 9월 16일~1983년 6월 16일)에 걸쳐 네덜란드 하원 의원을 지냈다. 1976년 10월 22일부터 1982년 10월 25일까지 노동당 대표를 지냈으며 2차례(1977년 6월 8일~1977년 12월 19일, 1981년 6월 10일~1981년 8월 24일)에 걸쳐 기독교민주당 아펠의 네덜란드 하원 원내대표를 지냈다.
1971년 7월 6일부터 1977년 9월 8일까지 네덜란드 법무장관, 1973년 5월 11일부터 1977년 9월 8일까지 네덜란드의 부총리, 1977년 12월 19일부터 1982년 11월 4일까지 네덜란드의 총리를 지냈다. 1982년 5월 28일부터 1982년 11월 4일까지 네덜란드의 외무부 장관, 1983년 6월 1일부터 1987년 4월 22일까지 노르트브라반트 주지사를, 1987년 1월 1일부터 1990년 1월 1일까지 일본 주재 유럽 연합 대사, 1990년 1월 1일부터 1995년 4월 1일까지 미국 주재 유럽 연합 대사를 역임하였다.